# Tournoi de tennis de Locust Valley
Le tournoi de Locust Valley (New York, États-Unis) ou Piping Rock Invitation est un ancien tournoi de tennis féminin organisé sur gazon de 1963 à 1969 au Piping Rock Club (en) de Locust Valley.
Les meilleures joueuses de l'époque de Maria Bueno à Billie Jean King et Margaret Smith Court s'y sont affrontées. Avec deux titres, Mary-Ann Eisel détient le record de victoires en simple.

## Palmarès

### Simple
| No       | Date       | Nom et lieu du tournoi                     | Catégorie | Dotation | Surface      | Vainqueure           | Finaliste           | Score           |         |
| -------- | ---------- | ------------------------------------------ | --------- | -------- | ------------ | -------------------- | ------------------- | --------------- | ------- |
| 1        | 04-08-1963 | Piping Rock Invitation, Locust Valley      |           | NC       | Gazon (ext.) | Maria Bueno          | Carol Hanks         | 6-2, 6-1        | Tableau |
| 2        | 03-08-1964 | Piping Rock Invitation, Locust Valley (NY) |           | NC       | Gazon (ext.) | Nancy Richey         | Billie Jean Moffitt | 6-3, 1-6, 6-4   | Tableau |
| 3        | 03-08-1965 | Piping Rock Invitation, Locust Valley (NY) |           | NC       | Gazon (ext.) | Mary-Ann Eisel       | Kathleen Harter     | 4-6, 6-2, 6-2   | Tableau |
| 4        | 08-08-1966 | Piping Rock Invitation, Locust Valley (NY) |           | NC       | Gazon (ext.) | Billie Jean King     | Karen Krantzcke     | 6-2, 6-0        | Tableau |
| 5        | 02-08-1967 | Piping Rock Invitation, Locust Valley (NY) |           | NC       | Gazon (ext.) | Kerry Melville       | Tory Ann Fretz      | 6-1, 6-3        | Tableau |
| Ère Open |            |                                            |           |          |              |                      |                     |                 |         |
| 6        | 05-08-1968 | Piping Rock Invitation, Locust Valley (NY) |           | NC       | Gazon (ext.) | Mary-Ann Eisel       | Karen Krantzcke     | 3-6, 15-13, 8-6 | Tableau |
| 7        | 04-08-1969 | Piping Rock Invitation, Locust Valley (NY) |           | NC       | Gazon (ext.) | Margaret Smith Court | Betty-Ann Grubb     | 6-1, 6-3        | Tableau |

### Double
| No       | Date       | Nom et lieu du tournoi                    | Catégorie | Dotation | Surface      | Vainqueures                       | Finalistes                      | Score           |         |
| -------- | ---------- | ----------------------------------------- | --------- | -------- | ------------ | --------------------------------- | ------------------------------- | --------------- | ------- |
| 1        | 04-08-1963 | Piping Rock Invitation Locust Valley      |           | NC       | Gazon (ext.) | Virginia Brown Maria Bueno        | Carol Hanks Carole Wright       | 6-3, 2-6, 6-2   | Tableau |
| 2        | 03-08-1964 | Piping Rock Invitation Locust Valley (NY) |           | NC       | Gazon (ext.) | Billie Jean Moffitt Karen Susman  | Carole Caldwell Nancy Richey    | 6-2, 12-10      | Tableau |
| 3        | 03-08-1965 | Piping Rock Invitation Locust Valley (NY) |           | NC       | Gazon (ext.) | Kathy Blake Kathleen Harter       | Stephanie Defina Mary-Ann Eisel | 6-2, 5-7, 6-1   | Tableau |
| 4        | 08-08-1966 | Piping Rock Invitation Locust Valley (NY) |           | NC       | Gazon (ext.) | Mary-Ann Eisel Billie Jean King   | Winnie Shaw Virginia Wade       | 14-16, 6-2, 6-4 | Tableau |
| Ère Open |            |                                           |           |          |              |                                   |                                 |                 |         |
| 5        | 05-08-1968 | Piping Rock Invitation Locust Valley (NY) |           | NC       | Gazon (ext.) | Mary-Ann Eisel Karen Krantzcke    | Patti Hogan Peggy Michel        | 6-0, 6-3        | Tableau |
| 6        | 04-08-1969 | Piping Rock Invitation Locust Valley (NY) |           | NC       | Gazon (ext.) | Margaret Smith Court Kerry Harris | Patti Hogan Peggy Michel        | 8-6, 6-4        | Tableau |